# Olinda
Pour l’article homonyme, voir Olinda (Victoria).
Olinda est une ville brésilienne du littoral de l'État du Pernambouc. Elle se situe face à la capitale de l'État, Recife.

## Histoire
Olinda est l'une des plus vieilles cités brésiliennes, fondée en 1535 par le portugais Duarte Coelho. Elle reçut son titre de ville en 1537. Olinda fut alors le siège de la capitainerie de Pernambuco, mais fut incendiée par les Hollandais qui transférèrent ce siège à Recife.
Elle récupéra cette fonction de capitale du Pernambouc en 1654 lorsque les Portugais rétablirent leur autorité en expulsant les Hollandais. En 1837, elle perdit définitivement son titre de capitale au bénéfice de Recife.

## Géographie
Olinda se situe par une latitude de 08° 00' 32" sud et par une longitude de 34° 51' 18" ouest, à une altitude de 16 mètres.
Sa population était de 391 433 habitants au recensement de 2007. La municipalité s'étend sur 44 km2.
Elle fait partie de la microrégion de Recife, dans la mésorégion métropolitaine de Récife.
Elle fait partie de la région métropolitaine de Recife, dont le centre n'est distant que de 6 km. Elle est limitée au sud et à l'ouest par Recife et à l'est par l'océan Atlantique.

## Culture
Ville de grande beauté naturelle, Olinda est aussi un des plus grands centres culturels du Brésil. Déclarée, en 1982, patrimoine mondial de l'Humanité par l'UNESCO, Olinda revit sa splendeur passée chaque année durant son carnaval.
En 2005, Olinda a été élue première capitale culturelle du Brésil.
Autrefois réputée pour ses lames d'épées appelées "olinde" (mot retiré de la dernière édition du Dictionnaire de l'Académie française).

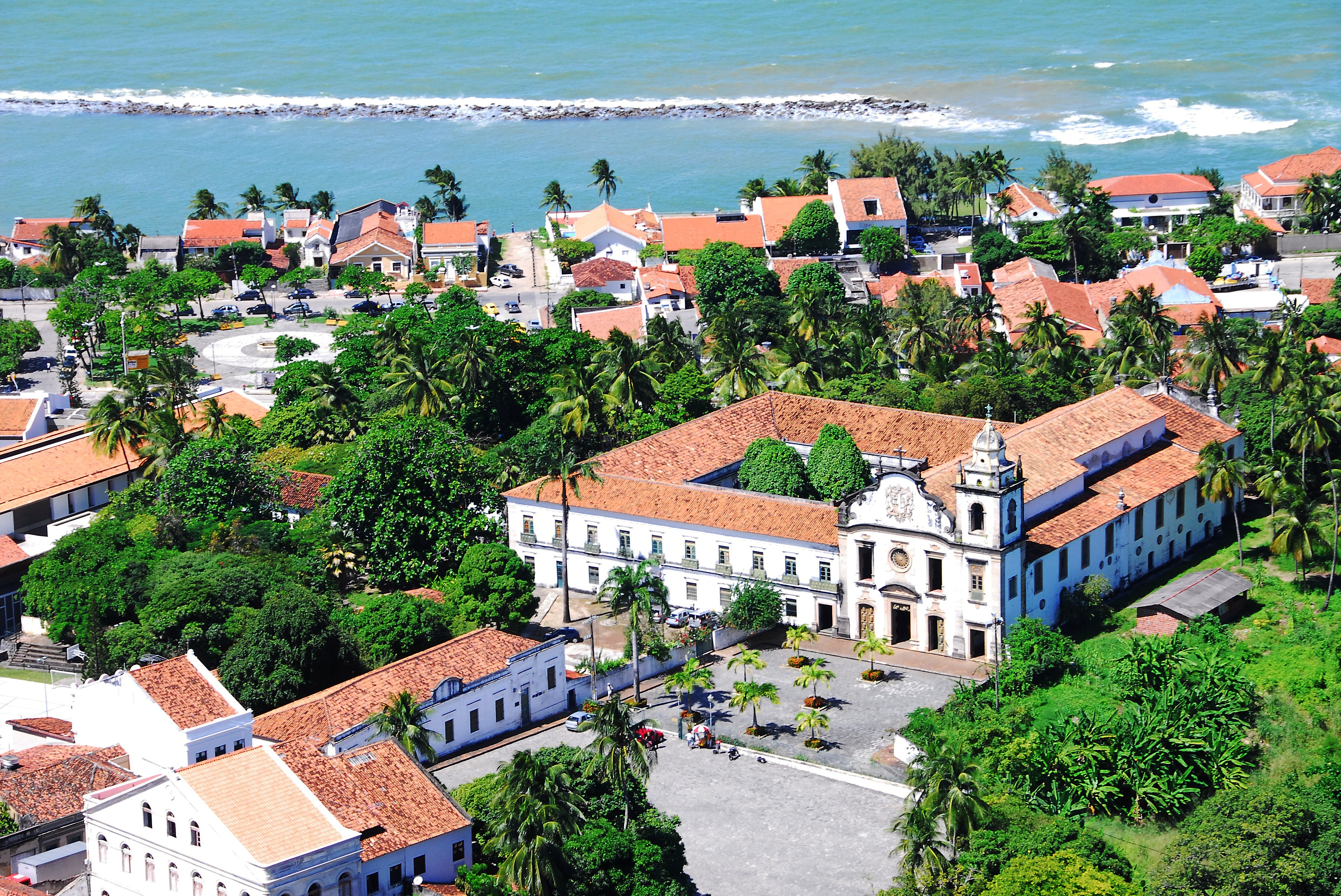
Centre historique d'Olinda.
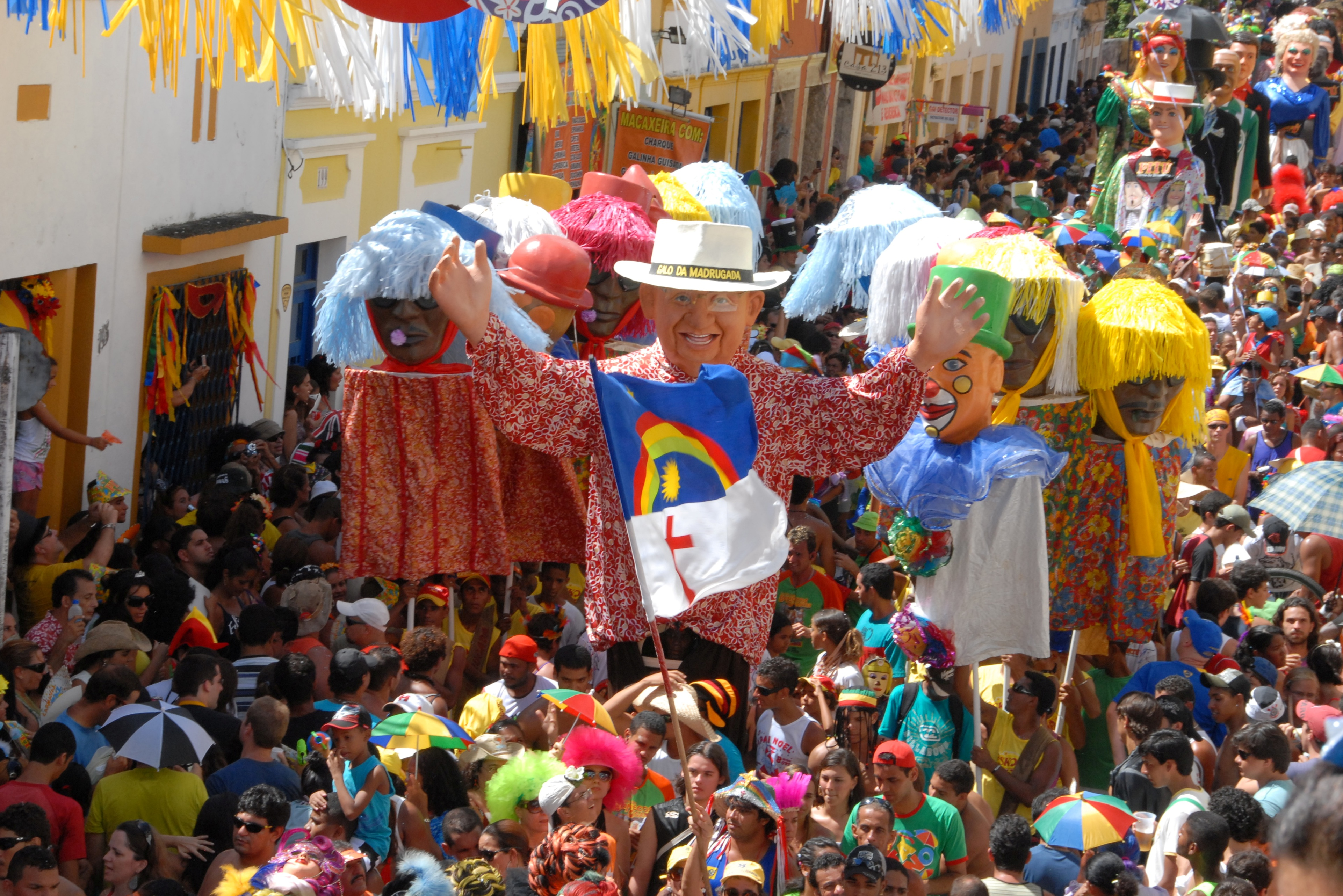
Carnaval d'Olinda.

## Personnalités liées à la commune
- Matias d'Albuquerque, comte d'Alegrete (1580-1647), général portugais né à Olinda.
- João Paulo Batista (1981-), joueur brésilien de basket-ball né à Olinda.